# Sphaeromeria ruthiae
Sphaeromeria ruthiae là một loài thực vật có hoa trong họ Cúc. Loài này được A.H.Holmgren, L.M.Shultz & Lowrey miêu tả khoa học đầu tiên năm 1976.